# Lamprosema aurotinctalis
Lamprosema aurotinctalis là một loài bướm đêm trong họ Crambidae.